# Tsuguya Inoue
 (mars 2025).
 (mars 2025).
Motif : sources centrées? à vérifier
- Archive Wikiwix
- Bing
- Cairn
- DuckDuckGo
- E. Universalis
- Gallica
- Google
- G. Books
- G. News
- G. Scholar
- Persée
- Qwant
- (zh) Baidu
- (ru) Yandex
- (wd) trouver des œuvres sur Wikidata

| 1. | Préciser le motif de la pose du bandeau. | Précisez le motif de la pose du bandeau en utilisant la syntaxe suivante : {{admissibilité à vérifier\|date=mars 2025\|motif=remplacez ce texte par le motif}}                     |
| 2. | Informer les utilisateurs concernés.     | Pensez à avertir le créateur de l'article, par exemple, en insérant le code ci-dessous sur sa page de discussion : {{subst:avertissement admissibilité à vérifier\|Tsuguya Inoue}} |

Tsuguya Inoue est un directeur artistique et designer graphique japonais, né le 19 mars 1947 à Miyazaki, au Japon. En 1978, il fonde son propre studio de design, Beans Co., Ltd. Reconnu pour son approche novatrice, Inoue intègre de manière audacieuse la photographie et la typographie, créant des œuvres qui transcendent les frontières traditionnelles du design graphique.

## Collaborations
Tout au long de sa carrière, Inoue a collaboré avec des marques prestigieuses telles que Comme des Garçons, Suntory et Parco. Il a également conçu des pochettes d'albums pour des musiciens comme Merry Christmas Mr. Lawrence de Ryuichi Sakamoto en 1983. En 1991, il réalise la direction artistique de "Santa Fe", un livre de photographies de Kishin Shinoyama mettant en vedette l'actrice Rie Miyazawa, qui demeure l'un des livres de photos les plus vendus au Japon. 

## Distinctions
Il a reçu plusieurs distinctions, dont le Grand Prix du Tokyo Art Directors Club (ADC), le Grand Prix du Tokyo Type Directors Club (TDC), le Prix Yamana des Japan Advertising Awards et le Prix Mainichi du design. En 2019, le Ginza Graphic Gallery (GGG) a organisé une exposition intitulée "Beginnings", retraçant l'évolution de son travail et mettant en lumière son influence durable sur le design graphique japonais. 

## Publications
Parmi ses publications notables figurent "Inoue Tsuguya Graphic Works 1981–2007" et "Graphics Talking the Dragon", toutes deux éditées par Little More.